# Anna Catrina Snijder
Anna Catrina Snijder (getauft 30. April 1738 in Kampen; begraben 12. April 1803 in Zutphen) war eine niederländische Henkerin.

## Leben
Anna Catrina Snijder wurde am 30. April 1738 in Kampen getauft. Sie war die Tochter des Henkers Jurijen Snijder (1696–1759) und Sophia Charlotte Diepenbrock (1702–1779). Anna Catrina Snijder entstammte einer Henkerfamilie, deren Geschichte mindestens bis ins Jahr 1558 zurückreicht. Zum Zeitpunkt ihrer Geburt war ihre Familie in Kampen bereits seit über einem halben Jahrhundert als Henker tätig. Sie wurde als reformierte Frau in der Broederkerk getauft, legte jedoch im April 1759 ihr Glaubensbekenntnis in der evangelisch-lutherischen Kirche ab. Nicht nur ihre Mutter, sondern auch Andries van Anholt (1726–1776), den sie ein Jahr später, am 11. Juni 1760 heiratete, waren Lutheraner. Auch Van Anholt stammte aus einer Scharfrichterfamilie und hatte dieses Amt seit 1754 in Zutphen inne. Dort ließ sich das Paar nach der Heirat nieder. Da der Beruf des Henkers als nicht ehrenhaft galt, fanden Hochzeiten überwiegend unter Henkersfamilien statt. Sie hatten zwei Töchter und vier Söhne.
Van Anholt starb 1776, und nach seinem Tod erhielt Anna Snijder vom Stadtrat die Erlaubnis, sein Amt zu übernehmen. Damit trat sie in die Fußstapfen ihrer Großmutter Anna van Gelder (1671–1728), die in den 1710er Jahren in Kampen als Henkerin tätig gewesen war. Obwohl ihr Sohn Hans Jurien (1769–1829) 1789 ebenfalls zum Scharfrichter von Zutphen ernannt wurde, wurde Anna Snijder ihr Gehalt zu Lebzeiten stets ausgezahlt. Ein Todesurteil musste sie nie vollstrecken, übte jedoch andere Aufgaben einer Henkerin aus. Zu diesen gehörte die Vollstreckung aller Arten von Prügelstrafen und im Jahr 1777 erhielt sie beispielsweise 72 Gulden dafür, „eine Leiche an den Galgen zu hängen“. Dabei handelte es sich um die Leiche eines Diebes, der im Gefängnis Suizid begangen hatte.
Am 12. April 1803 wurde die „weduwe von Aenholt“, in der Nieuwstadskerk beerdigt, in dem Grab, in dem auch Andries van Anholt seine letzte Ruhestätte gefunden hatte.